# Gymnoscelis birivulata
Gymnoscelis birivulata là một loài bướm đêm trong họ Geometridae.